# Carex favratii
Carex favratii är en halvgräsart som beskrevs av Christ. Carex favratii ingår i släktet starrar, och familjen halvgräs. Inga underarter finns listade i Catalogue of Life.